# Actinia sali
Actinia sali is een zeeanemonensoort uit de familie Actiniidae. De anemoon komt uit het geslacht Actinia. Actinia sali werd in 1997 voor het eerst wetenschappelijk beschreven door Monteiro, Sole-Cava & Thorpe. 